# Arwen
Arwen (traducido del sindarin como «doncella noble»), también llamada Undómiel («estrella de la tarde»), es un personaje ficticio que forma parte del legendarium creado por el escritor británico J. R. R. Tolkien y que aparece en su novela El señor de los anillos. Es una peredhil o medio elfa, hija de Elrond y Celebrían, hermana de Elladan y Elrohir y tataranieta de Lúthien Tinúviel, con quien comparte buena parte de sus rasgos físicos y un destino similar.

## Historia
Arwen nació en el año 241 T. E. en Rivendel, su padre es Elrond y su madre Celebrían. Al igual que su padre y sus hermanos, ella tenía que elegir entre el destino de los Eldar o el destino de los Edain. Vivió la mayor parte de su vida en Rivendel y Lothlórien.
Arwen conoció a Aragorn en Rivendel, donde este estaba viviendo bajo la protección de Elrond. Arwen, que tenía más de 2700 años, había regresado recientemente a la casa de su padre después de haber vivido un tiempo con su abuela Galadriel en Lórien. Aragorn se enamoró de ella a primera vista, y al principio la confundió con Lúthien, pensando que había caído en un sueño.

### Reencuentro con Aragorn, enlace y descendencia tras la Guerra del Anillo
Aproximadamente treinta años después, los dos se reunieron en Lórien por casualidad, y allí Arwen correspondió al amor de Aragorn y se prometieron el uno al otro en el montículo de Cerin Amroth, decidiendo entonces elegir convertirse en mortal y permanecer en la Tierra Media con Aragorn, y renunciar a la posibilidad de vivir para siempre en el Reino Bendito, sellando con ello su destino a pesar de que allí moraban sus parientes, a quienes tanto amaba. No obstante, tras enterarse de su elección ya de vuelta en Rivendel, su padre advertiría a Aragorn que su hija no “desmedraría la gracia de su vida por una causa menor”, y que no haría efectiva su decisión convirtiéndose en su esposa hasta que no fuese al mismo tiempo Rey de Gondor y Arnor, asegurándose de esa forma que la dolorosa pérdida y separación de su hija serviría al menos para que fuera restaurado el reino de los Hombres, dándole además a Aragorn con la esperanza de esa felicidad alientos para enfrentar los difíciles momentos que estaban por venir. A pesar de todo, ya intuía que a Arwen el “Destino de los Hombres” podría acabar pareciéndole duro al final.
A pesar de todas las adversidades, Arwen nunca rompió su promesa con Aragorn, incluso cuando partió a la Guerra del Anillo, durante la cual tejió en secreto un estandarte para él, que se convertiría en su emblema después de ser coronado rey. Antes de tomar los Senderos de los Muertos, Aragorn se encontró con la Compañía Gris, que fue la que se lo trajo envuelto en un apretado lienzo negro atado con muchas correas, diciéndole que era un regalo hecho por Arwen, por lo que se convirtió en una señal más que lo alentó a tomar el camino difícil. Posteriormente lo desplegó en la Batalla de los Campos del Pelennor como primer anuncio del retorno del Rey, revelando el emblema de la casa de Elendil que la peredhil había bordado en él: un Árbol Blanco circundando de Siete Estrellas hechas con gemas y nimbado por una corona forjada en oro y mithril.
Una vez finalizada la guerra, Arwen llegó a Minas Tirith, después de que Aragorn se convirtiera en el Rey de Gondor y Arnor, y se casaron en un día de verano del año 3019 T. E.., convirtiéndose ella así en la reina del Reino Unificado. Después de casarse, le hizo a Frodo Bolsón un regalo, cediéndole su lugar para poder embarcarse hacia Valinor, consumando y haciendo efectiva entonces su renuncia a la inmortalidad, tal como un día prometió; de ahí que su unión con Aragorn se considere la tercera y última Unión de Elfos y Hombres, ya que hizo “la elección de Lúthien” cuando se casó y no antes de desposarse, como sí hizo en el pasado su tío Elros, al final de la Guerra de la Cólera, antes de partir hacia Númenor, cortando su línea de sangre élfica antes de unirse a su esposa, a pesar de que siguiera siendo siempre un medio elfo (igual que Arwen), pues con su elección no cambia la naturaleza del ser, sino el destino de su fëa, la consideración de sus uniones y la condición de sus descendientes (por su parte, la unión de Imrazôr y Mithrellas ha de considerarse una leyenda).
Uno de los más tristes dolores de aquél tiempo fue tener que despedirse de su padre cuando aquél, cansado al fin, decidió abandonar la Tierra Media y reunirse con su esposa, pues no sólo los separaría una distancia insalvable más allá del mar (las Tierras Imperecederas fueron retiradas a finales de la Segunda Edad más allá del alcance de los mortales, que sólo darían la vuelta al redondo mundo si las buscasen –excepto si se les concedía expresamente esa gracia especial y encontraran “el Camino Recto”, como ocurrió con los Portadores del Anillo y, excepcionalmente, con Gimli, por intercesión de Galadriel-, siendo transportadas “al reino de las cosas escondidas”), sino también un destino distinto más allá del fin del mundo.
Posteriormente, Arwen daría luz al primer hijo de Aragorn, Eldarion, considerado un hombre, ya que la elección de su madre “cortó” la línea de sangre élfica, y al ser su padre también mortal, sus descendientes ya no son considerados medio elfos, aunque sí estén emparentados con los Eldar (exactamente igual que sucedió con el linaje del primer rey de Númenor, Elros, tío de Arwen), y en ellos se conciten todas las estirpes que se citan a continuación. Tuvo varias hermanas, que nacieron en algún momento durante la Cuarta Edad, y de las que se desconoce su destino.
La tatarabuela de Arwen, Lúthien, aunque también optó por la mortalidad para poder regresar a la Tierra Media con su amado Beren y sufrir una “segunda muerte” junto a él y compartir por siempre unidos el mismo destino hasta más allá del fin del mundo, sin embargo sí transmitió su naturaleza a su hijo sin cortar su línea de sangre élfica, ya que ella no eligió en las mismas circunstancias ni condiciones que su posterior nieta Elwing, su pareja y sus descendientes, ni tampoco era, como ellos, una peredhil con traza alguna de sangre mortal (como sí la tienen los medio elfos producto de la unión de un elfo y un ser humano mortal, como Eärendil, o de un medio elfo que elige la inmortalidad y un elfo, como el caso de Arwen, o de dos medio elfos que eligen la inmortalidad, como son Elros y Elrond), sino hija de un elfo y una Maia que supuso, como el de Tuor (bisabuelo de Arwen), un caso excepcional en el que Eru Ilúvatar intervino directamente, siendo la única entre los Primeros Nacidos que vio cambiado su destino por el de los hombres, como aquél fue el único entre los Segundos Nacidos en abrazar la inmortalidad mientras navegaba hacia Aman con su esposa (pues su hijo fue el primer mortal en pisar sus costas) y ser contado entre los elfos, sin ser uno de ellos. Por tanto Dior, también bisabuelo de Arwen e hijo de Lúthien, fue el primer medio elfo, aunque con un destino mortal sin posibilidad de elección, pues fue anterior a la pareja que formaron Eärendil y Elwing, su hija, que también fue medio elfa, porque su padre se casó con Nimloth, una elfa de Doriath pariente de Celeborn, esposo de Galadriel; aunque es un asunto que Tolkien no especifica, pues se trata de una opción improbable por ser Dior heredero de Thingol y tener derecho al trono de Doriath, puede colegirse que si se hubiera casado con una mortal, probablemente Elwing no habría sido tal, ya que si de los peredhil a los que posteriormente se les dio capacidad de elección sobre el destino de su fëa y que elegían la mortalidad, uniéndose a un mortal, nacían hombres (como Eldarion), lo mismo cabría esperar de aquellos medio elfos unidos a un mortal que antes que ellos ni siquiera tenían la posibilidad de elegir, y eran mortales por defecto de acuerdo a los decretos de Mandos, a no ser que se les otorgara una gracia especial. En cualquiera de los casos, Elwing, naturalmente, recibe a través de su padre la línea de sangre que la emparenta con su bisabuela Melian, por lo que fue únicamente a través suya y de sus hijos que llegó a los hombres "una traza de los espíritus divinos que fueron antes de Arda". Y es que fue precisamente a ella y a su pareja Eärendil a los que por sus acciones se les concedió la gracia especial de la elección, con sus particulares condiciones, así como a sus descendientes, a los que pertenece Arwen, que continúa transmitiendo esa herencia de sangre, debiendo elegir a cuál de los linajes unir su destino y bajo qué linaje ser juzgada.

### Muerte de Arwen
En el año 120 de la Cuarta Edad, Aragorn, viendo cerca su final, decidió restaurar el don que abrazaron los primeros antiguos Reyes Númenóreanos, pues además de la larga vida y un envejecimiento mucho más sutil (como el que ha de atribuírsele a Arwen y a su tío Elros tras de que eligiesen la mortalidad), por el que conservan hasta muy avanzada edad su vigor y belleza, se les concedió también la gracia de poder entregar su alma "en Estel" (esperanza) y abrazar la muerte, el don de Ilúvatar concedido a los hombres, voluntariamente antes de entrar en decadencia previamente a su inevitable e intuida última hora, como asimismo hicieron los primeros nacidos antes de ser corrompidos por Melkor; en ese momento, tal como temió su padre, a Arwen la abrumó el dolor de la pérdida, y él la instó a arrepentirse y volver hacia el Oeste para conservar allí eternamente la memoria de los días que habían vivido juntos, pero ella le recuerda entonces que en su caso esa elección ya no existe desde hace mucho tiempo, pues es irrevocable, y que no hay más navíos que puedan conducirla hasta allí, por ser mortal (ese mismo año, sin embargo, Legolas, por su propio derecho, construyó un barco y pudo partir hacia Valinor encontrando el Camino Recto y llevando consigo a Gimli, a quien, como se dijo, a pesar de ser mortal, excepcionalmente se le concedió esa posibilidad gracias a la intercesión de Galadriel).
Así pues, después de la muerte de Aragorn, Arwen se despidió de todos y dejó la ciudad de Minas Tirith para dirigirse a Cerin Amroth, en Lothlórien, que en ese tiempo se encontraba desierta, pues sus habitantes ya habían partido también a Valinor. Al año siguiente, Arwen, transida por la pena y probablemente también pudiendo elegir el momento de entregarse como su tío Elros y el primitivo linaje de los de Númenor, se acostó a descansar y murió a los 2901 años de edad. Según las palabras de Tolkien:

"Y allí por fin, cuando caían las hojas de mallorn pero no había llegado aún la primavera, se acostó a descansar en lo alto de Cerin Amroth; allí estará la tumba verde, hasta que el mundo cambie, y los días de la vida de Arwen se hayan borrado para siempre de la memoria de los hombres que vendrán luego, y la elanor y la niphredil no florezcan más al este del Mar"
Apéndices de El Señor de los Anillos, J. R. R. Tolkien

## Descripción
Arwen fue descrita como la más hermosa de la última generación de Altos Elfos en la Tierra Media, e incluso se dijo que tenía un parecido notable con su antepasada, Lúthien Tinúviel. Tolkien la describió de la siguiente manera:

"En el centro de la mesa, apoyada en los tapices que pendían del muro, había una silla bajo un dosel y allí estaba sentada una hermosa dama tan parecida a Elrond, bajo forma femenina, que no podía ser», pensó Frodo, «Sino una pariente próxima». Era joven y al mismo tiempo no lo era, pues aunque la escarcha no había tocado las trenzas de pelo sombrío y los brazos blancos y el rostro claro eran tersos y sin defecto y la luz de las estrellas le brillara en los ojos, grises como una noche sin nubes, había en ella verdadera majestad, y la mirada revelaba conocimiento y sabiduría, como si hubiera visto todas las cosas que traen los años.".
 «Muchos encuentros», El Señor de los Anillos, La Comunidad del Anillo, J. R. R. Tolkien.

## Etimología
El nombre Arwen significa "doncella noble", del sindarin ar (a) ("alto, noble, real") y wen ("doncella"). Su epessë Undómiel significa "Estrella de la tarde", del quenya Undómë ("crepúsculo vespertino").

## Linaje de Arwen
Arwen era la hija pequeña de Elrond y Celebrían; sus hermanos mayores eran los gemelos Elladan y Elrohir. Por parte de su padre, era nieta de Eärendil el Marinero, bisnieta de Tuor de Gondolin, y por lo tanto descendiente directa de la antigua Casa de Hador. Arwen también era descendiente del rey Turgon de los Noldor, a través de su bisabuela Idril Celebrindal, esposa de Tuor. También por parte de su padre era nieta de Elwing, hija de Dior Eluchil, y por tanto descendiente de Beren y Lúthien Tinúviel, cuya historia se parecía a la de ella. De hecho, se consideró que Arwen era la reencarnación de su antepasada Lúthien, la más bella de todos los Eldar, a la que llamaron Tinúviel. Por parte de su madre, Arwen era nieta de Galadriel y bisnieta de Finarfin, por lo que a través de sus dos padres, Arwen era descendiente directo de la antigua casa élfica de Finwë.
Arwen era un pariente muy lejano de su esposo Aragorn. El antepasado de Aragorn, Elros Tar-Minyatur, el primer rey de Númenor, fue el hermano de su padre Elrond, quien eligió el destino de los Hombres en lugar de los Eldar. Elros murió en el año 442 S. E., unos 3240 años antes del nacimiento de Arwen. 
Finalmente se convirtió en la Reina del Reino Unificado de Arnor y Gondor cuando se casó con Aragorn, quien era de la línea de los Reyes de Arnor y Gondor.
Después de que terminó la Guerra del Anillo, Arwen dio a luz al futuro heredero al trono, Eldarion.
Por el matrimonio de Arwen y Aragorn, se unió el antiguo linaje de los medio-elfos. Su unión también sirvió para unir y preservar el linaje de los primeros Tres Reyes de los Altos Elfos (Ingwë, Finwë y los hermanos Olwë y Elwë), así como el único línaje Maia a través de la trastarabuela de Arwen, Melian, reina de Doriath, y también del lado de Aragorn, a través de la línea de reyes de Arnor, Gondor, Númenor que descienden de Elros, el hermano de Elrond, cuya tatarabuela también fue Melian. El Linaje de Arwen puede verse más claramente en el siguiente árbol genealógico:
| Melian la Maia | Melian la Maia | Melian la Maia | Melian la Maia | Melian la Maia   | Melian la Maia   |                  |                  | Thingol de los Teleri | Thingol de los Teleri | Thingol de los Teleri | Thingol de los Teleri | Thingol de los Teleri | Thingol de los Teleri |         |         | Casa de Bëor | Casa de Bëor | Casa de Bëor | Casa de Bëor | Casa de Bëor | Casa de Bëor |                                         |                                         |                                         |                                         |                                         |                                         | Casa de Haleth            | Casa de Haleth            | Casa de Haleth            | Casa de Haleth            | Casa de Haleth  | Casa de Haleth  |                           |                           | Casa de Hador             | Casa de Hador             | Casa de Hador             | Casa de Hador             | Casa de Hador        | Casa de Hador        |                      |                      | Finwë de los Noldor | Finwë de los Noldor | Finwë de los Noldor | Finwë de los Noldor | Finwë de los Noldor | Finwë de los Noldor |                   |                   | Indis de los Vanyar | Indis de los Vanyar | Indis de los Vanyar | Indis de los Vanyar | Indis de los Vanyar | Indis de los Vanyar |           |           | Olwë de los Teleri | Olwë de los Teleri | Olwë de los Teleri | Olwë de los Teleri | Olwë de los Teleri | Olwë de los Teleri |  |  |  |  |  |  |  |  |  |  |
| Melian la Maia | Melian la Maia | Melian la Maia | Melian la Maia | Melian la Maia   | Melian la Maia   |                  |                  | Thingol de los Teleri | Thingol de los Teleri | Thingol de los Teleri | Thingol de los Teleri | Thingol de los Teleri | Thingol de los Teleri |         |         | Casa de Bëor | Casa de Bëor | Casa de Bëor | Casa de Bëor | Casa de Bëor | Casa de Bëor |                                         |                                         |                                         |                                         |                                         |                                         | Casa de Haleth            | Casa de Haleth            | Casa de Haleth            | Casa de Haleth            | Casa de Haleth  | Casa de Haleth  |                           |                           | Casa de Hador             | Casa de Hador             | Casa de Hador             | Casa de Hador             | Casa de Hador        | Casa de Hador        |                      |                      | Finwë de los Noldor | Finwë de los Noldor | Finwë de los Noldor | Finwë de los Noldor | Finwë de los Noldor | Finwë de los Noldor |                   |                   | Indis de los Vanyar | Indis de los Vanyar | Indis de los Vanyar | Indis de los Vanyar | Indis de los Vanyar | Indis de los Vanyar |           |           | Olwë de los Teleri | Olwë de los Teleri | Olwë de los Teleri | Olwë de los Teleri | Olwë de los Teleri | Olwë de los Teleri |  |  |  |  |  |  |  |  |  |  |
|                |                |                |                |                  |                  |                  |                  |                       |                       |                       |                       |                       |                       |         |         |              |              |              |              |              |              |                                         |                                         |                                         |                                         |                                         |                                         |                           |                           |                           |                           |                 |                 |                           |                           |                           |                           |                           |                           |                      |                      |                      |                      |                     |                     |                     |                     |                     |                     |                   |                   |                     |                     |                     |                     |                     |                     |           |           |                    |                    |                    |                    |                    |                    |  |  |  |  |  |  |  |  |  |  |
|                |                |                |                |                  |                  |                  |                  |                       |                       |                       |                       |                       |                       |         |         |              |              |              |              |              |              |                                         |                                         |                                         |                                         |                                         |                                         |                           |                           |                           |                           |                 |                 |                           |                           |                           |                           |                           |                           |                      |                      |                      |                      |                     |                     |                     |                     |                     |                     |                   |                   |                     |                     |                     |                     |                     |                     |           |           |                    |                    |                    |                    |                    |                    |  |  |  |  |  |  |  |  |  |  |
|                |                |                |                |                  |                  |                  |                  |                       |                       |                       |                       | Barahir               | Barahir               | Barahir | Barahir | Barahir      | Barahir      |              |              | Belegund     | Belegund     | Belegund                                | Belegund                                | Belegund                                | Belegund                                |                                         |                                         | Hareth                    | Hareth                    | Hareth                    | Hareth                    | Hareth          | Hareth          |                           |                           | Galdor                    | Galdor                    | Galdor                    | Galdor                    | Galdor               | Galdor               |                      |                      | Fingolfin           | Fingolfin           | Fingolfin           | Fingolfin           | Fingolfin           | Fingolfin           |                   |                   | Finarfin            | Finarfin            | Finarfin            | Finarfin            | Finarfin            | Finarfin            |           |           | Eärwen             | Eärwen             | Eärwen             | Eärwen             | Eärwen             | Eärwen             |  |  |  |  |  |  |  |  |  |  |
|                |                |                |                |                  |                  |                  |                  |                       |                       |                       |                       | Barahir               | Barahir               | Barahir | Barahir | Barahir      | Barahir      |              |              | Belegund     | Belegund     | Belegund                                | Belegund                                | Belegund                                | Belegund                                |                                         |                                         | Hareth                    | Hareth                    | Hareth                    | Hareth                    | Hareth          | Hareth          |                           |                           | Galdor                    | Galdor                    | Galdor                    | Galdor                    | Galdor               | Galdor               |                      |                      | Fingolfin           | Fingolfin           | Fingolfin           | Fingolfin           | Fingolfin           | Fingolfin           |                   |                   | Finarfin            | Finarfin            | Finarfin            | Finarfin            | Finarfin            | Finarfin            |           |           | Eärwen             | Eärwen             | Eärwen             | Eärwen             | Eärwen             | Eärwen             |  |  |  |  |  |  |  |  |  |  |
|                |                |                |                |                  |                  |                  |                  |                       |                       |                       |                       |                       |                       |         |         |              |              |              |              |              |              |                                         |                                         |                                         |                                         |                                         |                                         |                           |                           |                           |                           |                 |                 |                           |                           |                           |                           |                           |                           |                      |                      |                      |                      |                     |                     |                     |                     |                     |                     |                   |                   |                     |                     |                     |                     |                     |                     |           |           |                    |                    |                    |                    |                    |                    |  |  |  |  |  |  |  |  |  |  |
|                |                |                |                | Lúthien Tinúviel | Lúthien Tinúviel | Lúthien Tinúviel | Lúthien Tinúviel | Lúthien Tinúviel      | Lúthien Tinúviel      |                       |                       | Beren                 | Beren                 | Beren   | Beren   | Beren        | Beren        |              |              | Rían         | Rían         | Rían                                    | Rían                                    | Rían                                    | Rían                                    |                                         |                                         |                           |                           |                           |                           | Huor            | Huor            | Huor                      | Huor                      | Huor                      | Huor                      |                           |                           |                      |                      |                      |                      | Turgon              | Turgon              | Turgon              | Turgon              | Turgon              | Turgon              |                   |                   | Elenwë              | Elenwë              | Elenwë              | Elenwë              | Elenwë              | Elenwë              |           |           |                    |                    |                    |                    |                    |                    |  |  |  |  |  |  |  |  |  |  |
|                |                |                |                | Lúthien Tinúviel | Lúthien Tinúviel | Lúthien Tinúviel | Lúthien Tinúviel | Lúthien Tinúviel      | Lúthien Tinúviel      |                       |                       | Beren                 | Beren                 | Beren   | Beren   | Beren        | Beren        |              |              | Rían         | Rían         | Rían                                    | Rían                                    | Rían                                    | Rían                                    |                                         |                                         |                           |                           |                           |                           | Huor            | Huor            | Huor                      | Huor                      | Huor                      | Huor                      |                           |                           |                      |                      |                      |                      | Turgon              | Turgon              | Turgon              | Turgon              | Turgon              | Turgon              |                   |                   | Elenwë              | Elenwë              | Elenwë              | Elenwë              | Elenwë              | Elenwë              |           |           |                    |                    |                    |                    |                    |                    |  |  |  |  |  |  |  |  |  |  |
|                |                |                |                |                  |                  |                  |                  |                       |                       |                       |                       |                       |                       |         |         |              |              |              |              |              |              |                                         |                                         |                                         |                                         |                                         |                                         |                           |                           |                           |                           |                 |                 |                           |                           |                           |                           |                           |                           |                      |                      |                      |                      |                     |                     |                     |                     |                     |                     |                   |                   |                     |                     |                     |                     |                     |                     |           |           |                    |                    |                    |                    |                    |                    |  |  |  |  |  |  |  |  |  |  |
|                |                |                |                |                  |                  |                  |                  | Dior Elúchil          | Dior Elúchil          | Dior Elúchil          | Dior Elúchil          | Dior Elúchil          | Dior Elúchil          |         |         | Nimloth      | Nimloth      | Nimloth      | Nimloth      | Nimloth      | Nimloth      |                                         |                                         |                                         |                                         | Tuor                                    | Tuor                                    | Tuor                      | Tuor                      | Tuor                      | Tuor                      |                 |                 |                           |                           |                           |                           |                           |                           |                      |                      |                      |                      |                     |                     |                     |                     | Idril Celebrindal   | Idril Celebrindal   | Idril Celebrindal | Idril Celebrindal | Idril Celebrindal   | Idril Celebrindal   |                     |                     |                     |                     |           |           |                    |                    |                    |                    |                    |                    |  |  |  |  |  |  |  |  |  |  |
|                |                |                |                |                  |                  |                  |                  | Dior Elúchil          | Dior Elúchil          | Dior Elúchil          | Dior Elúchil          | Dior Elúchil          | Dior Elúchil          |         |         | Nimloth      | Nimloth      | Nimloth      | Nimloth      | Nimloth      | Nimloth      |                                         |                                         |                                         |                                         | Tuor                                    | Tuor                                    | Tuor                      | Tuor                      | Tuor                      | Tuor                      |                 |                 |                           |                           |                           |                           |                           |                           |                      |                      |                      |                      |                     |                     |                     |                     | Idril Celebrindal   | Idril Celebrindal   | Idril Celebrindal | Idril Celebrindal | Idril Celebrindal   | Idril Celebrindal   |                     |                     |                     |                     |           |           |                    |                    |                    |                    |                    |                    |  |  |  |  |  |  |  |  |  |  |
|                |                |                |                |                  |                  |                  |                  |                       |                       |                       |                       |                       |                       |         |         |              |              |              |              |              |              |                                         |                                         |                                         |                                         |                                         |                                         |                           |                           |                           |                           |                 |                 |                           |                           |                           |                           |                           |                           |                      |                      |                      |                      |                     |                     |                     |                     |                     |                     |                   |                   |                     |                     |                     |                     |                     |                     |           |           |                    |                    |                    |                    |                    |                    |  |  |  |  |  |  |  |  |  |  |
|                |                |                |                |                  |                  |                  |                  |                       |                       |                       |                       |                       |                       |         |         |              |              |              |              |              |              |                                         |                                         |                                         |                                         |                                         |                                         |                           |                           |                           |                           |                 |                 |                           |                           |                           |                           |                           |                           |                      |                      |                      |                      |                     |                     |                     |                     |                     |                     |                   |                   |                     |                     |                     |                     |                     |                     |           |           |                    |                    |                    |                    |                    |                    |  |  |  |  |  |  |  |  |  |  |
|                |                |                |                | Eluréd           | Eluréd           | Eluréd           | Eluréd           | Eluréd                | Eluréd                |                       |                       | Elurín                | Elurín                | Elurín  | Elurín  | Elurín       | Elurín       |              |              | Elwing       | Elwing       | Elwing                                  | Elwing                                  | Elwing                                  | Elwing                                  |                                         |                                         |                           |                           |                           |                           |                 |                 |                           |                           |                           |                           | Eärendil el Marinero      | Eärendil el Marinero      | Eärendil el Marinero | Eärendil el Marinero | Eärendil el Marinero | Eärendil el Marinero |                     |                     |                     |                     | Celeborn            | Celeborn            | Celeborn          | Celeborn          | Celeborn            | Celeborn            |                     |                     | Galadriel           | Galadriel           | Galadriel | Galadriel | Galadriel          | Galadriel          |                    |                    |                    |                    |  |  |  |  |  |  |  |  |  |  |
|                |                |                |                | Eluréd           | Eluréd           | Eluréd           | Eluréd           | Eluréd                | Eluréd                |                       |                       | Elurín                | Elurín                | Elurín  | Elurín  | Elurín       | Elurín       |              |              | Elwing       | Elwing       | Elwing                                  | Elwing                                  | Elwing                                  | Elwing                                  |                                         |                                         |                           |                           |                           |                           |                 |                 |                           |                           |                           |                           | Eärendil el Marinero      | Eärendil el Marinero      | Eärendil el Marinero | Eärendil el Marinero | Eärendil el Marinero | Eärendil el Marinero |                     |                     |                     |                     | Celeborn            | Celeborn            | Celeborn          | Celeborn          | Celeborn            | Celeborn            |                     |                     | Galadriel           | Galadriel           | Galadriel | Galadriel | Galadriel          | Galadriel          |                    |                    |                    |                    |  |  |  |  |  |  |  |  |  |  |
|                |                |                |                |                  |                  |                  |                  |                       |                       |                       |                       |                       |                       |         |         |              |              |              |              |              |              |                                         |                                         |                                         |                                         |                                         |                                         |                           |                           |                           |                           |                 |                 |                           |                           |                           |                           |                           |                           |                      |                      |                      |                      |                     |                     |                     |                     |                     |                     |                   |                   |                     |                     |                     |                     |                     |                     |           |           |                    |                    |                    |                    |                    |                    |  |  |  |  |  |  |  |  |  |  |
|                |                |                |                |                  |                  |                  |                  |                       |                       |                       |                       |                       |                       |         |         |              |              |              |              |              |              |                                         |                                         |                                         |                                         |                                         |                                         |                           |                           |                           |                           |                 |                 |                           |                           |                           |                           |                           |                           |                      |                      |                      |                      |                     |                     |                     |                     |                     |                     |                   |                   |                     |                     |                     |                     |                     |                     |           |           |                    |                    |                    |                    |                    |                    |  |  |  |  |  |  |  |  |  |  |
|                |                |                |                |                  |                  |                  |                  |                       |                       |                       |                       |                       |                       |         |         |              |              |              |              |              |              |                                         |                                         |                                         |                                         | Elros Tar-Minyatur                      | Elros Tar-Minyatur                      | Elros Tar-Minyatur        | Elros Tar-Minyatur        | Elros Tar-Minyatur        | Elros Tar-Minyatur        |                 |                 | Elrond                    | Elrond                    | Elrond                    | Elrond                    | Elrond                    | Elrond                    |                      |                      |                      |                      |                     |                     |                     |                     |                     |                     |                   |                   | Celebrían           | Celebrían           | Celebrían           | Celebrían           | Celebrían           | Celebrían           |           |           |                    |                    |                    |                    |                    |                    |  |  |  |  |  |  |  |  |  |  |
|                |                |                |                |                  |                  |                  |                  |                       |                       |                       |                       |                       |                       |         |         |              |              |              |              |              |              |                                         |                                         |                                         |                                         | Elros Tar-Minyatur                      | Elros Tar-Minyatur                      | Elros Tar-Minyatur        | Elros Tar-Minyatur        | Elros Tar-Minyatur        | Elros Tar-Minyatur        |                 |                 | Elrond                    | Elrond                    | Elrond                    | Elrond                    | Elrond                    | Elrond                    |                      |                      |                      |                      |                     |                     |                     |                     |                     |                     |                   |                   | Celebrían           | Celebrían           | Celebrían           | Celebrían           | Celebrían           | Celebrían           |           |           |                    |                    |                    |                    |                    |                    |  |  |  |  |  |  |  |  |  |  |
|                |                |                |                |                  |                  |                  |                  |                       |                       |                       |                       |                       |                       |         |         |              |              |              |              |              |              |                                         |                                         |                                         |                                         |                                         |                                         |                           |                           |                           |                           |                 |                 |                           |                           |                           |                           |                           |                           |                      |                      |                      |                      |                     |                     |                     |                     |                     |                     |                   |                   |                     |                     |                     |                     |                     |                     |           |           |                    |                    |                    |                    |                    |                    |  |  |  |  |  |  |  |  |  |  |
|                |                |                |                |                  |                  |                  |                  |                       |                       |                       |                       |                       |                       |         |         |              |              |              |              |              |              |                                         |                                         |                                         |                                         | Reyes de Númenor Señores de Andúnië     |                                         |                           |                           |                           |                           |                 |                 |                           |                           |                           |                           |                           |                           |                      |                      |                      |                      |                     |                     |                     |                     |                     |                     |                   |                   |                     |                     |                     |                     |                     |                     |           |           |                    |                    |                    |                    |                    |                    |  |  |  |  |  |  |  |  |  |  |
|                |                |                |                |                  |                  |                  |                  |                       |                       |                       |                       |                       |                       |         |         |              |              |              |              |              |              |                                         |                                         |                                         |                                         |                                         |                                         |                           |                           |                           |                           |                 |                 |                           |                           |                           |                           |                           |                           |                      |                      |                      |                      |                     |                     |                     |                     |                     |                     |                   |                   |                     |                     |                     |                     |                     |                     |           |           |                    |                    |                    |                    |                    |                    |  |  |  |  |  |  |  |  |  |  |
|                |                |                |                |                  |                  |                  |                  |                       |                       |                       |                       |                       |                       |         |         |              |              |              |              |              |              |                                         |                                         |                                         |                                         | Elendil                                 |                                         |                           |                           |                           |                           |                 |                 |                           |                           |                           |                           |                           |                           |                      |                      |                      |                      |                     |                     |                     |                     |                     |                     |                   |                   |                     |                     |                     |                     |                     |                     |           |           |                    |                    |                    |                    |                    |                    |  |  |  |  |  |  |  |  |  |  |
|                |                |                |                |                  |                  |                  |                  |                       |                       |                       |                       |                       |                       |         |         |              |              |              |              |              |              |                                         |                                         |                                         |                                         |                                         |                                         |                           |                           |                           |                           |                 |                 |                           |                           |                           |                           |                           |                           |                      |                      |                      |                      |                     |                     |                     |                     |                     |                     |                   |                   |                     |                     |                     |                     |                     |                     |           |           |                    |                    |                    |                    |                    |                    |  |  |  |  |  |  |  |  |  |  |
|                |                |                |                |                  |                  |                  |                  |                       |                       |                       |                       |                       |                       |         |         |              |              |              |              |              |              |                                         |                                         |                                         |                                         |                                         |                                         |                           |                           |                           |                           |                 |                 |                           |                           |                           |                           |                           |                           |                      |                      |                      |                      |                     |                     |                     |                     |                     |                     |                   |                   |                     |                     |                     |                     |                     |                     |           |           |                    |                    |                    |                    |                    |                    |  |  |  |  |  |  |  |  |  |  |
|                |                |                |                |                  |                  |                  |                  |                       |                       |                       |                       |                       |                       |         |         |              |              |              |              |              |              | Isildur                                 | Isildur                                 | Isildur                                 | Isildur                                 | Isildur                                 | Isildur                                 |                           |                           | Anárion                   | Anárion                   | Anárion         | Anárion         | Anárion                   | Anárion                   |                           |                           |                           |                           |                      |                      |                      |                      |                     |                     |                     |                     |                     |                     |                   |                   |                     |                     |                     |                     |                     |                     |           |           |                    |                    |                    |                    |                    |                    |  |  |  |  |  |  |  |  |  |  |
|                |                |                |                |                  |                  |                  |                  |                       |                       |                       |                       |                       |                       |         |         |              |              |              |              |              |              | Isildur                                 | Isildur                                 | Isildur                                 | Isildur                                 | Isildur                                 | Isildur                                 |                           |                           | Anárion                   | Anárion                   | Anárion         | Anárion         | Anárion                   | Anárion                   |                           |                           |                           |                           |                      |                      |                      |                      |                     |                     |                     |                     |                     |                     |                   |                   |                     |                     |                     |                     |                     |                     |           |           |                    |                    |                    |                    |                    |                    |  |  |  |  |  |  |  |  |  |  |
|                |                |                |                |                  |                  |                  |                  |                       |                       |                       |                       |                       |                       |         |         |              |              |              |              |              |              | Altos Reyes de Arnor Reyes de Arthedain | Altos Reyes de Arnor Reyes de Arthedain | Altos Reyes de Arnor Reyes de Arthedain | Altos Reyes de Arnor Reyes de Arthedain | Altos Reyes de Arnor Reyes de Arthedain | Altos Reyes de Arnor Reyes de Arthedain |                           |                           | Reyes de Gondor           | Reyes de Gondor           | Reyes de Gondor | Reyes de Gondor | Reyes de Gondor           | Reyes de Gondor           |                           |                           |                           |                           |                      |                      |                      |                      |                     |                     |                     |                     |                     |                     |                   |                   |                     |                     |                     |                     |                     |                     |           |           |                    |                    |                    |                    |                    |                    |  |  |  |  |  |  |  |  |  |  |
|                |                |                |                |                  |                  |                  |                  |                       |                       |                       |                       |                       |                       |         |         |              |              |              |              |              |              | Altos Reyes de Arnor Reyes de Arthedain | Altos Reyes de Arnor Reyes de Arthedain | Altos Reyes de Arnor Reyes de Arthedain | Altos Reyes de Arnor Reyes de Arthedain | Altos Reyes de Arnor Reyes de Arthedain | Altos Reyes de Arnor Reyes de Arthedain |                           |                           | Reyes de Gondor           | Reyes de Gondor           | Reyes de Gondor | Reyes de Gondor | Reyes de Gondor           | Reyes de Gondor           |                           |                           |                           |                           |                      |                      |                      |                      |                     |                     |                     |                     |                     |                     |                   |                   |                     |                     |                     |                     |                     |                     |           |           |                    |                    |                    |                    |                    |                    |  |  |  |  |  |  |  |  |  |  |
|                |                |                |                |                  |                  |                  |                  |                       |                       |                       |                       |                       |                       |         |         |              |              |              |              |              |              |                                         |                                         |                                         |                                         |                                         |                                         |                           |                           |                           |                           |                 |                 |                           |                           |                           |                           |                           |                           |                      |                      |                      |                      |                     |                     |                     |                     |                     |                     |                   |                   |                     |                     |                     |                     |                     |                     |           |           |                    |                    |                    |                    |                    |                    |  |  |  |  |  |  |  |  |  |  |
|                |                |                |                |                  |                  |                  |                  |                       |                       |                       |                       |                       |                       |         |         |              |              |              |              |              |              |                                         |                                         |                                         |                                         | Montaraces del Norte                    |                                         |                           |                           |                           |                           |                 |                 |                           |                           |                           |                           |                           |                           |                      |                      |                      |                      |                     |                     |                     |                     |                     |                     |                   |                   |                     |                     |                     |                     |                     |                     |           |           |                    |                    |                    |                    |                    |                    |  |  |  |  |  |  |  |  |  |  |
|                |                |                |                |                  |                  |                  |                  |                       |                       |                       |                       |                       |                       |         |         |              |              |              |              |              |              |                                         |                                         |                                         |                                         |                                         |                                         |                           |                           |                           |                           |                 |                 |                           |                           |                           |                           |                           |                           |                      |                      |                      |                      |                     |                     |                     |                     |                     |                     |                   |                   |                     |                     |                     |                     |                     |                     |           |           |                    |                    |                    |                    |                    |                    |  |  |  |  |  |  |  |  |  |  |
|                |                |                |                |                  |                  |                  |                  |                       |                       |                       |                       |                       |                       |         |         |              |              |              |              |              |              |                                         |                                         |                                         |                                         |                                         |                                         |                           |                           |                           |                           |                 |                 |                           |                           |                           |                           |                           |                           |                      |                      |                      |                      |                     |                     |                     |                     |                     |                     |                   |                   |                     |                     |                     |                     |                     |                     |           |           |                    |                    |                    |                    |                    |                    |  |  |  |  |  |  |  |  |  |  |
|                |                |                |                |                  |                  |                  |                  |                       |                       |                       |                       |                       |                       |         |         |              |              |              |              |              |              |                                         |                                         |                                         |                                         | Aragorn Elessar Telcontar               | Aragorn Elessar Telcontar               | Aragorn Elessar Telcontar | Aragorn Elessar Telcontar | Aragorn Elessar Telcontar | Aragorn Elessar Telcontar |                 |                 | Arwen Undómiel            | Arwen Undómiel            | Arwen Undómiel            | Arwen Undómiel            | Arwen Undómiel            | Arwen Undómiel            |                      |                      | Elladan              | Elladan              | Elladan             | Elladan             | Elladan             | Elladan             |                     |                     | Elrohir           | Elrohir           | Elrohir             | Elrohir             | Elrohir             | Elrohir             |                     |                     |           |           |                    |                    |                    |                    |                    |                    |  |  |  |  |  |  |  |  |  |  |
|                |                |                |                |                  |                  |                  |                  |                       |                       |                       |                       |                       |                       |         |         |              |              |              |              |              |              |                                         |                                         |                                         |                                         | Aragorn Elessar Telcontar               | Aragorn Elessar Telcontar               | Aragorn Elessar Telcontar | Aragorn Elessar Telcontar | Aragorn Elessar Telcontar | Aragorn Elessar Telcontar |                 |                 | Arwen Undómiel            | Arwen Undómiel            | Arwen Undómiel            | Arwen Undómiel            | Arwen Undómiel            | Arwen Undómiel            |                      |                      | Elladan              | Elladan              | Elladan             | Elladan             | Elladan             | Elladan             |                     |                     | Elrohir           | Elrohir           | Elrohir             | Elrohir             | Elrohir             | Elrohir             |                     |                     |           |           |                    |                    |                    |                    |                    |                    |  |  |  |  |  |  |  |  |  |  |
|                |                |                |                |                  |                  |                  |                  |                       |                       |                       |                       |                       |                       |         |         |              |              |              |              |              |              |                                         |                                         |                                         |                                         |                                         |                                         |                           |                           |                           |                           |                 |                 |                           |                           |                           |                           |                           |                           |                      |                      |                      |                      |                     |                     |                     |                     |                     |                     |                   |                   |                     |                     |                     |                     |                     |                     |           |           |                    |                    |                    |                    |                    |                    |  |  |  |  |  |  |  |  |  |  |
|                |                |                |                |                  |                  |                  |                  |                       |                       |                       |                       |                       |                       |         |         |              |              |              |              |              |              |                                         |                                         |                                         |                                         |                                         |                                         |                           |                           |                           |                           |                 |                 |                           |                           |                           |                           |                           |                           |                      |                      |                      |                      |                     |                     |                     |                     |                     |                     |                   |                   |                     |                     |                     |                     |                     |                     |           |           |                    |                    |                    |                    |                    |                    |  |  |  |  |  |  |  |  |  |  |
|                |                |                |                |                  |                  |                  |                  |                       |                       |                       |                       |                       |                       |         |         |              |              |              |              |              |              |                                         |                                         |                                         |                                         | Eldarion                                | Eldarion                                | Eldarion                  | Eldarion                  | Eldarion                  | Eldarion                  |                 |                 | Varias hijas desconocidas | Varias hijas desconocidas | Varias hijas desconocidas | Varias hijas desconocidas | Varias hijas desconocidas | Varias hijas desconocidas |                      |                      |                      |                      |                     |                     |                     |                     |                     |                     |                   |                   |                     |                     |                     |                     |                     |                     |           |           |                    |                    |                    |                    |                    |                    |  |  |  |  |  |  |  |  |  |  |

| Leyenda: Maiar Elfos Hombres Medio-elfos con el destino de los Eldar Medio-elfos con el destino de los Edain Nota: Lúthien Tinúviel murió con el destino de los Edain. Tuor quedó unido al destino de los Eldar. Aragorn también asciende de Anárion, ya que Arvedui, último rey de Arthedain, se casó con Fíriel, única hija sobreviviente del rey Ondoher de Gondor. |

## Críticas y comentarios
Michael D. C. Drout reunió en J. R. R. Tolkien Encyclopedia una serie de textos escritos por otros autores y dedicados a J. R. R. Tolkien y a sus obras, entre los que se encuentra una entrada sobre Arwen realizada por Helen Armstrong. En ella señala paralelismos con los personajes de Rosarroja, del cuento de hadas de los hermanos Grimm Blancanieves y Rosarroja, y Naoise, de las leyendas irlandesas del Ciclo del Úlster, por su pálida piel y su pelo negro; también recoge la posibilidad de que este aspecto físico sea un reflejo de Edith Tolkien, la esposa del autor.
En su ensayo «The valkyrie reflex in J. R. R. Tolkien's The Lord of the Rings», Leslie A. Donovan señala que Arwen, al igual que el resto de personajes femeninos de la novela, está basada en las valquirias y la describe como «una valquiria que debe renunciar a las obligaciones de su raza y su familia con el fin de alcanzar el poder del amor como parte de su identidad». Señala además el «resplandor» y la concesión de «regalos de inspiración y recompensas con propiedades iluminativas a los héroes» como algunos de los paralelismos con las figuras de la mitología nórdica.

## Adaptaciones a otros medios

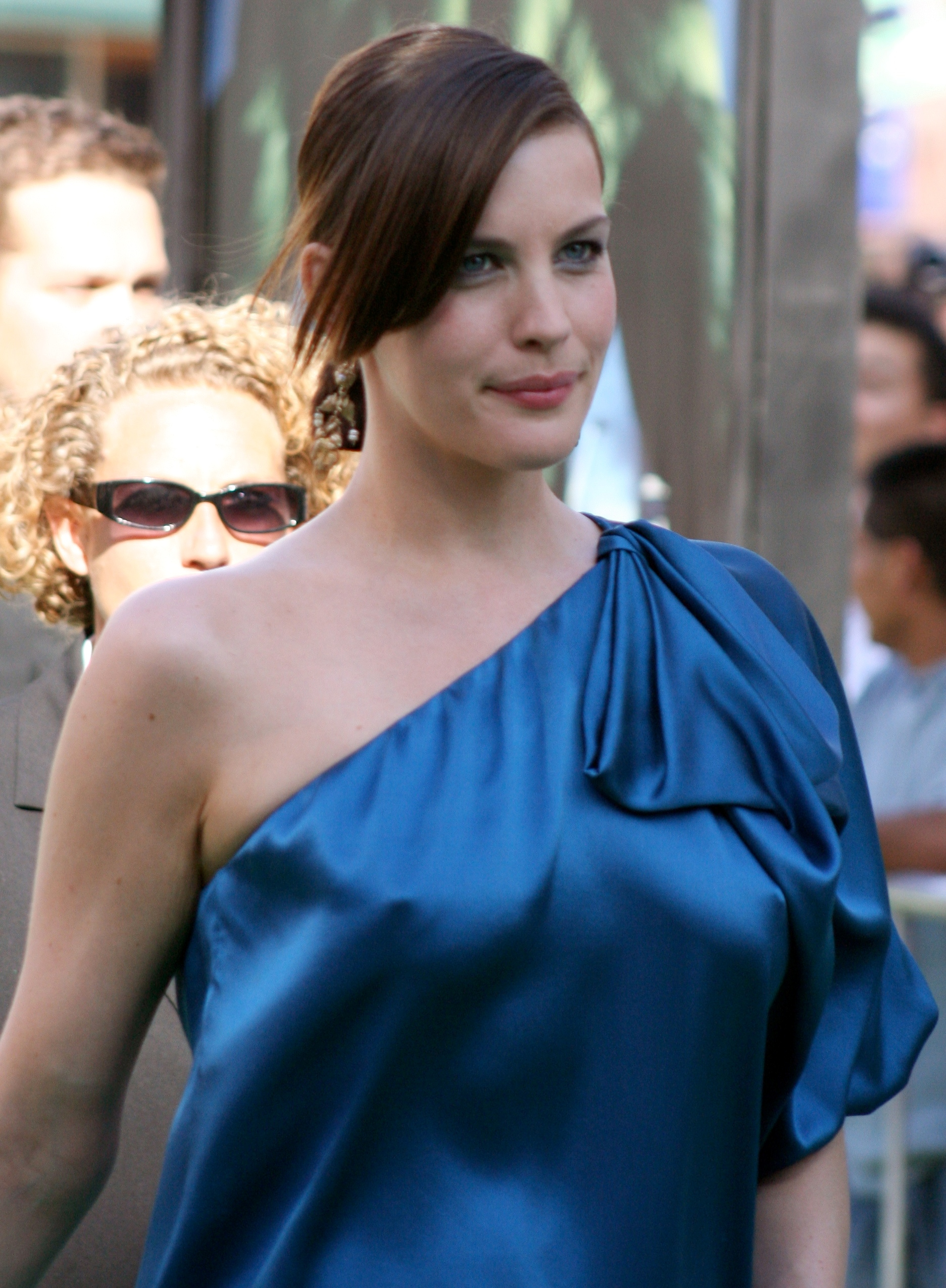
Liv Tyler, la actriz que interpreta a Arwen en la trilogía cinematográfica de El Señor de los Anillos.

En las películas de la trilogía de Peter Jackson el personaje de Arwen toma un gran protagonismo, superior al que le adjudica la novela, pues a los autores del guion les parecía necesario «feminizar» un tanto el argumento, demasiado cargado de personajes masculinos. En particular, resultó controvertido que sustituyera al personaje de Glorfindel en la escena del vado de Bruinen que le habría correspondido interpretar.
El papel de Arwen en estas películas es interpretado por la actriz Liv Tyler.